# 李士文
李士文（1487年—？），字在中，號肖山，福建福州府連江縣人，民籍，明朝政治人物。

## 生平
正德十一年（1516年）丙子科福建鄉試第九十名舉人。曾任廣東高明縣教諭，得督学魏校器重，当道荐为“岭南师范第一”。後丁父憂歸里，於九龍山麓聚徒講學，服滿補湖廣嘉魚教諭。嘉靖八年（1529年）中式己丑科會試第九十名，登第三甲第一百六十六名進士。九年七月授南京工科給事中，改任北京兵科給事中，十六年六月升户科右，八月升吏科左，十月升刑科都，十七年正月出为山东布政司左參政，最后擔任浙江按察使，卒于官。

## 家族
曾祖李澤；祖父李彥偉；父李景，母謝氏。慈侍下。兄希文。